# Rescued from an Eagle’s Nest
Rescued from an Eagle’s Nest oder The Eagle’s Nest (deutsch: Rettung aus einem Adlerhorst oder Der Adlerhorst) ist ein US-amerikanisches Filmdrama des Regisseurs J. Searle Dawley aus dem Jahr 1908. Der Stummfilm ist eine Produktion der Edison Studios und zeigt den späteren Filmregisseur David Wark Griffith in seiner wahrscheinlich ersten Hauptrolle.

## Handlung
Am frühen Morgen verabschiedet sich ein Holzfäller vor einer Hütte in den Bergen von seiner Ehefrau und seinem kleinen Baby, um zur Arbeit zu gehen. Das Baby spielt anschließend unbeaufsichtigt vor der Hütte, während ein Adler auf der Ausschau nach Beute am Himmel kreist. Der Adler kommt herangeflogen, ergreift das Baby und fliegt mit ihm zu seinem Horst davon. Die Mutter bemerkt das Unglück und ergreift ein Gewehr, wagt aber nicht auf den bereits hoch emporgestiegenen Adler zu schießen. Verzweifelt läuft sie zu ihrem Ehemann und berichtet ihm was vorgefallen ist.
Der Vater macht sich mit seiner Frau und weiteren Holzfällern durch felsiges Gelände an die Verfolgung des Adlers. Schließlich entdecken sie das verlorene Kind tief unten und kaum zu erreichen an der Felswand einer Schlucht im Horst des Adlers. Der Vater wird von seinen Kollegen mit einem Seil herabgelassen und erreicht den Horst mit dem unversehrten Baby. Der Adler greift ihn an und verteidigt seine Beute, es kommt in der Felswand zu einem Kampf auf Leben und Tod zwischen dem Vater und dem König der Lüfte. Schließlich besiegt der Vater den Adler und stürzt ihn in den Abgrund. Vater und Kind werden am Seil heraufgezogen und mit der Mutter vereint. Die beteiligten Helfer feiern den Erfolg und schwenken jubelnd ihre Hüte.

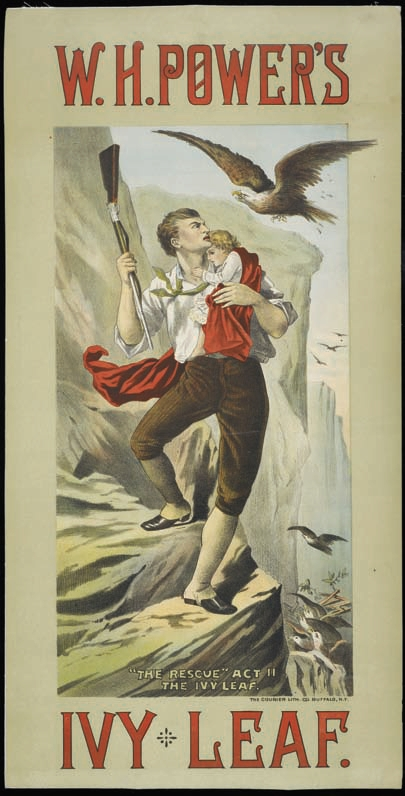
Theaterplakat für die Inszenierung des Dramas The Ivy Leaf von Con T. Murphy, Regisseur W. H. Porter, um 1900

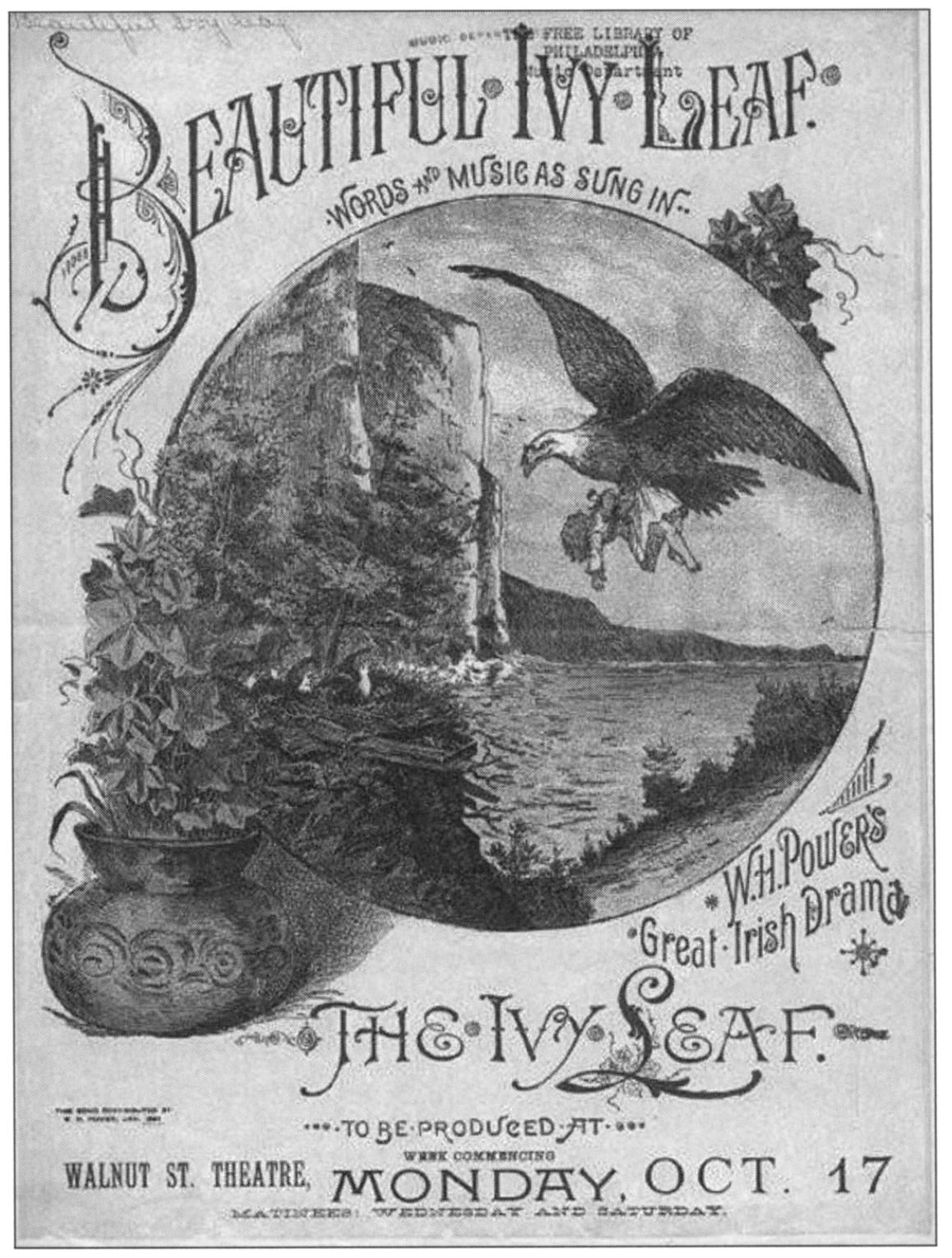
Titelblatt des Noten- und Textheftes für The Ivy Leaf, um 1901

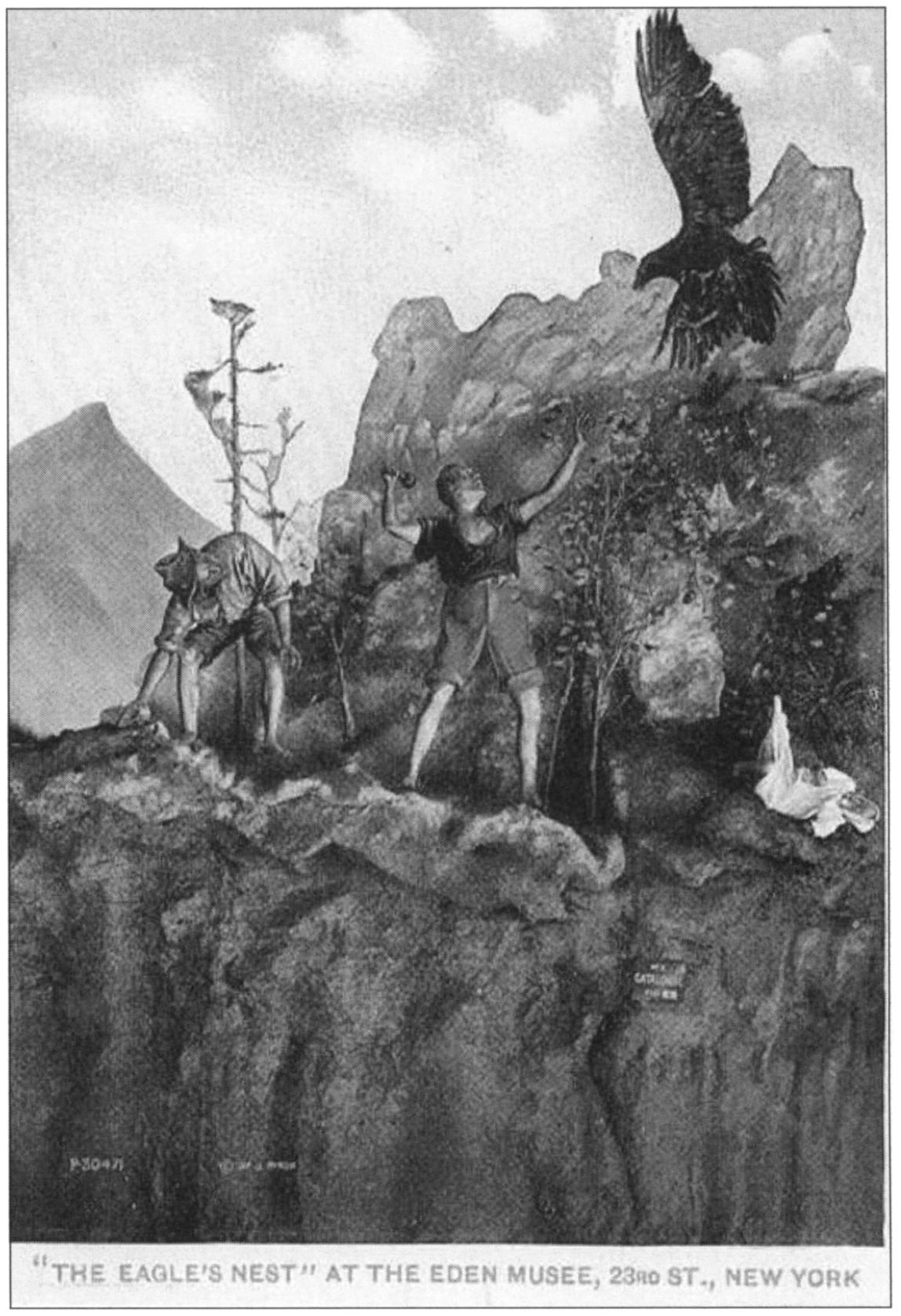
Exponat The Eagle’s Nest im Eden Musée, abgebildet auf einer Postkarte von Joseph Byron, um 1904

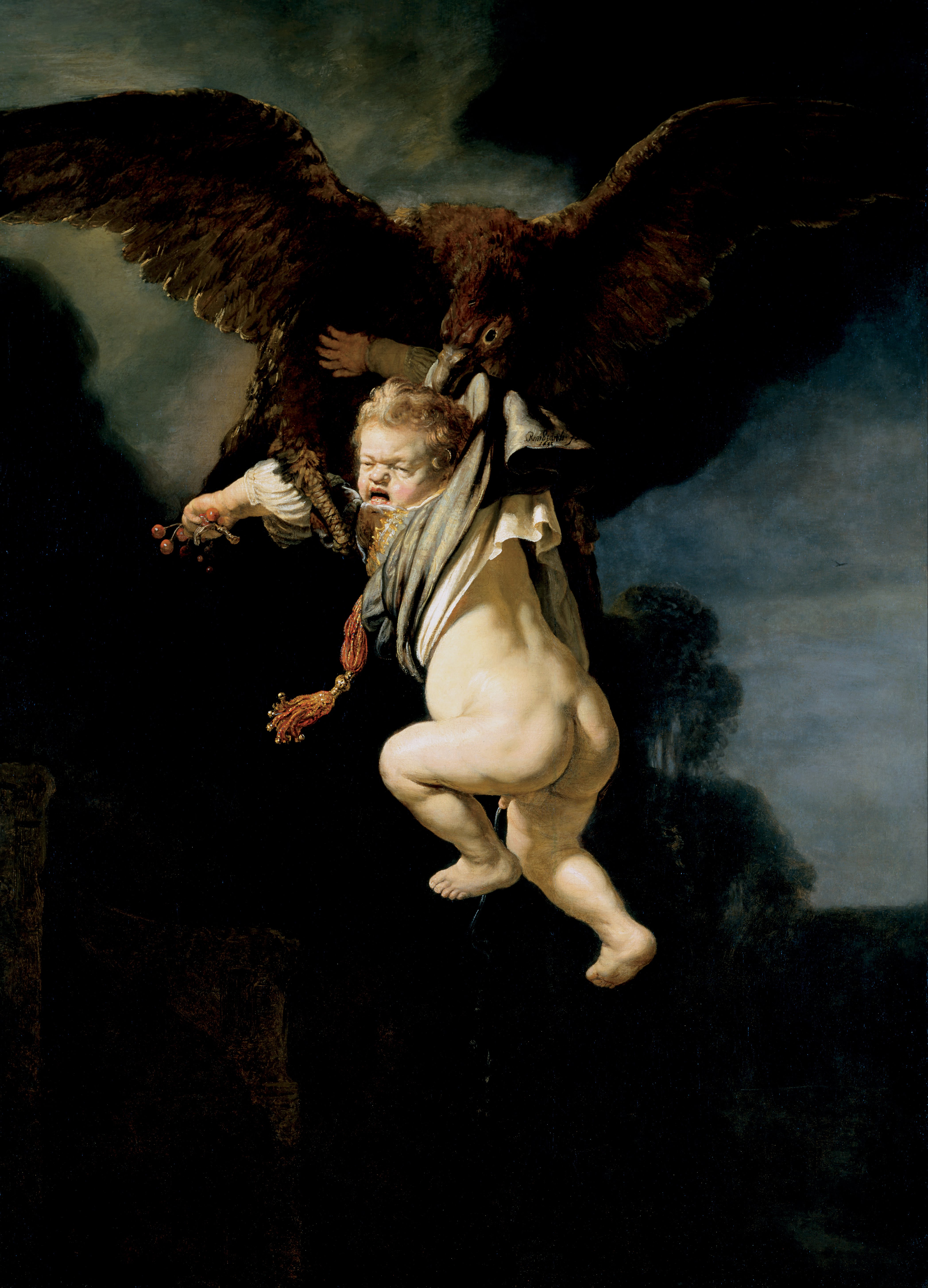
Ganymed in den Fängen des Adlers, Öl auf Leinwand, Rembrandt 1635, Gemäldegalerie Alte Meister, Dresden

## Vorlage
Die Handlung von Rescued from an Eagle’s Nest ist wahrscheinlich eine Adaption der Szene The Rescue im zweiten Akt von The Ivy Leaf. Dieses irisch-amerikanische romantische Melodram wurde von dem heute vergessenen Autor Con T. Murphy verfasst und 1884 veröffentlicht. Es wurde bis etwa 1904 in US-amerikanischen Theatern aufgeführt und war unter irischen Einwanderern besonders beliebt. Daher wurde es häufig in jenen Städten aufgeführt, in denen große Gemeinden irischer Einwanderer existierten.
In der Vorlage wird die kleine Tochter eines irischen Farmers von einem Adler entführt, der über den Farmen der Gegend kreist und nach Beute sucht. Der Farmer kann aus Sorge seine Tochter zu treffen nicht auf den Adler schießen. Daher verfolgt er ihn bis zu seinem Horst, wo es zum Kampf kommt. Er erschlägt den Adler und rettet so seine Tochter. Unter der Aufsicht von Edwin S. Porter änderte J. Searle Dawley die Handlung geringfügig, indem er aus dem Farmer einen Holzfäller machte. Ansonsten wurde die Handlung fast unverändert übernommen, und selbst die Kulissen des Studios waren den Illustrationen auf Text- und Notenheften und Ankündigungsplakaten von The Ivy Leaf nachempfunden.
Bis zur zufälligen Entdeckung des Theaterplakats galt ein Diorama im Wachsfigurenkabinett des Eden Musée in Manhattan als wahrscheinliche Vorlage für Rescued from an Eagle’s Nest. Diese Theorie wurde 1991 von dem Filmhistoriker Charles Musser von der Yale University aufgestellt. Das Diorama zeigte die Kampfszene in der Felswand und es wurde behauptet, dass sie die Nachstellung eines wenige Jahre zurückliegenden Vorfalls in den Adirondack Mountains sei.
Das Motiv des von einem Adler geraubten Kindes ist keine Schöpfung des 19. Jahrhunderts, sondern geht auf die griechische Mythologie zurück. Ganymed, der Sohn des trojanischen Königs Tros, war der Schönste aller Sterblichen und wurde von Zeus geliebt. Es existieren verschiedene Varianten der Entführung des Ganymed, deren populärste Zeus selbst – in der Gestalt eines Adlers – zum Entführer werden lässt. Das Bildmotiv der Entführung eines Säuglings entstammt ebenfalls bereits der Antike, ein sehr bekannteste jüngeres Beispiel ist Rembrandts 1635 entstandenes Gemälde Ganymed in den Fängen des Adlers.

## Produktionsnotizen
Als Regisseur wird häufig Edwin S. Porter genannt, alleine oder gemeinsam mit J. Searle Dawley. Tatsächlich hat Dawley bei Rescued from an Eagle’s Nest alleine Regie geführt, allerdings unter der Aufsicht von Porter, der hier Kameramann war. Für die Spezialeffekte, den an Drähten aufgehängten ausgestopften Adler, dessen Flügelschlag ebenfalls durch Drahtzüge bewirkt wurde, und die hinter ihm bewegten Kulissen, war Richard Murphy zuständig.
David W. Griffith hatte wiederholt versucht, Drehbücher an Filmstudios zu verkaufen, war aber abgewiesen worden. Auch Edwin S. Porter von den Edison Studios nahm Ende 1907 ein Drehbuch auf der Basis der Oper Tosca nicht an, bot ihm jedoch eine Hauptrolle in Rescued from an Eagle’s Nest an. Die Rolle des Vaters in diesem Film war nicht Griffiths erste Filmrolle, nur eine Woche zuvor trat er in einer Nebenrolle für die Biograph Company in Walter McCutcheons Falsely Accused! auf. Es handelte sich aber sehr wahrscheinlich um seine erste Hauptrolle.
Der Film wurde am 2. und 7. Januar 1908 in der damaligen US-amerikanischen Filmhauptstadt Fort Lee in New Jersey gedreht. Die Außenaufnahmen entstanden in den nördlich von Fort Lee gelegenen Hudson Palisades.
Rescued from an Eagle’s Nest ist ein One-Reeler auf 35-mm-Film mit einer Länge von 515 Fuß.
Das Copyright wurde am 16. Januar 1908 durch die Edison Manufacturing Company angemeldet, die erste Kinovorführung fand am 18. Januar 1908 statt.
Eine Kopie ohne Haupt- und Zwischentitel befindet sich im Museum of Modern Art Department of Film in New York City. Sie wurde auf VHS-Video und 2002 auf DVD veröffentlicht.

## Kritik
The Moving Picture World veröffentlichte in ihrer Ausgabe vom 1. Februar 1908 eine kurze Rezension von Rescued from an Eagle’s Nest. Der Film sei ein schwacher Versuch, aus einem schönen Thema einen Trickfilm zu machen. Der Rezensent beanstandete, dass der großartige Stoff durch die schlechte Lichtführung und die Mischung der Außenaufnahmen mit Studioaufnahmen vor dürftigen Kulissen verdorben wurde. Dass der Adler an Drähten hänge und bewegt werde sei für das Publikum allzu offensichtlich. Schließlich sei der Kampf zwischen dem Vater und dem Adler nur dürftig dargestellt und kaum zu verfolgen. Es gebe Besseres.
Die Griffith-Biografin Iris Barry stellte fest, dass der Stil von Rescued from an Eagle’s Nest noch jenem des fünf Jahre älteren Der große Eisenbahnraub entspreche: bei den Szenen im Freien ein Wechsel von gemalten Studiokulissen und realen Außenaufnahmen, einfache Handlungsabläufe, die Akteure bewegen sich meist wie auf einer Bühne in der Horizontalen, und ihre Handlungen wurden in voller Länge aufgenommen. Griffith biete eine solide schauspielerische Leistung, aber er sei wie die übrigen erwachsenen Darsteller nicht viel glaubwürdiger als der Adler.
Die US-amerikanische Filmhistorikerin Eileen Bowser bezeichnet die schauspielerische Darstellung des Holzfällers, der sein Baby aus den Klauen eines Adlers befreit, als allzu theatralisch („hammy“). David W. Griffith sei hier weit von der Zurückhaltung entfernt gewesen, die das Spiel vor der Kamera gebiete. Im Vergleich zu späteren Filmen unter der Regie von Griffith wirke Rescued from an Eagle’s Nest sonderbar und primitiv. Doch verglichen mit anderen Produktionen seiner Zeit sei der Film ein durchschnittliches Melodram, dass sich der Konventionen des Schauspiels und der bereits vor Griffith etablierten Verfolgungsjagd im Film bediene und eine reale Handlung vor schematischen Hintergrund zeige. Ein zeitgenössisches Filmpublikum werde den Film interessant gefunden haben.
Kritischer bewertet der britische Filmhistoriker David Mayer die Leistung Griffiths. Rescued from an Eagle’s Nest zeige eindrucksvoll, dass Griffith zur Schauspielkunst wenig beizutragen hatte. Seine Darstellung war nicht überzeugend, seine Bewegungen steif und seine Gestik in Zahl und Ausdruck übertrieben. Selbst sein späterer kongenialer Kameramann G. W. Bitzer stellte rückblickend fest, dass Griffith beim Spiel drei oder vier Arme statt der üblichen zwei zu haben schien. Er habe Griffith von einer Tätigkeit als Regisseur abgeraten, weil er sich keinen schlechten Schauspieler als Regisseur vorstellen konnte.